# Skulpturhalle Basel

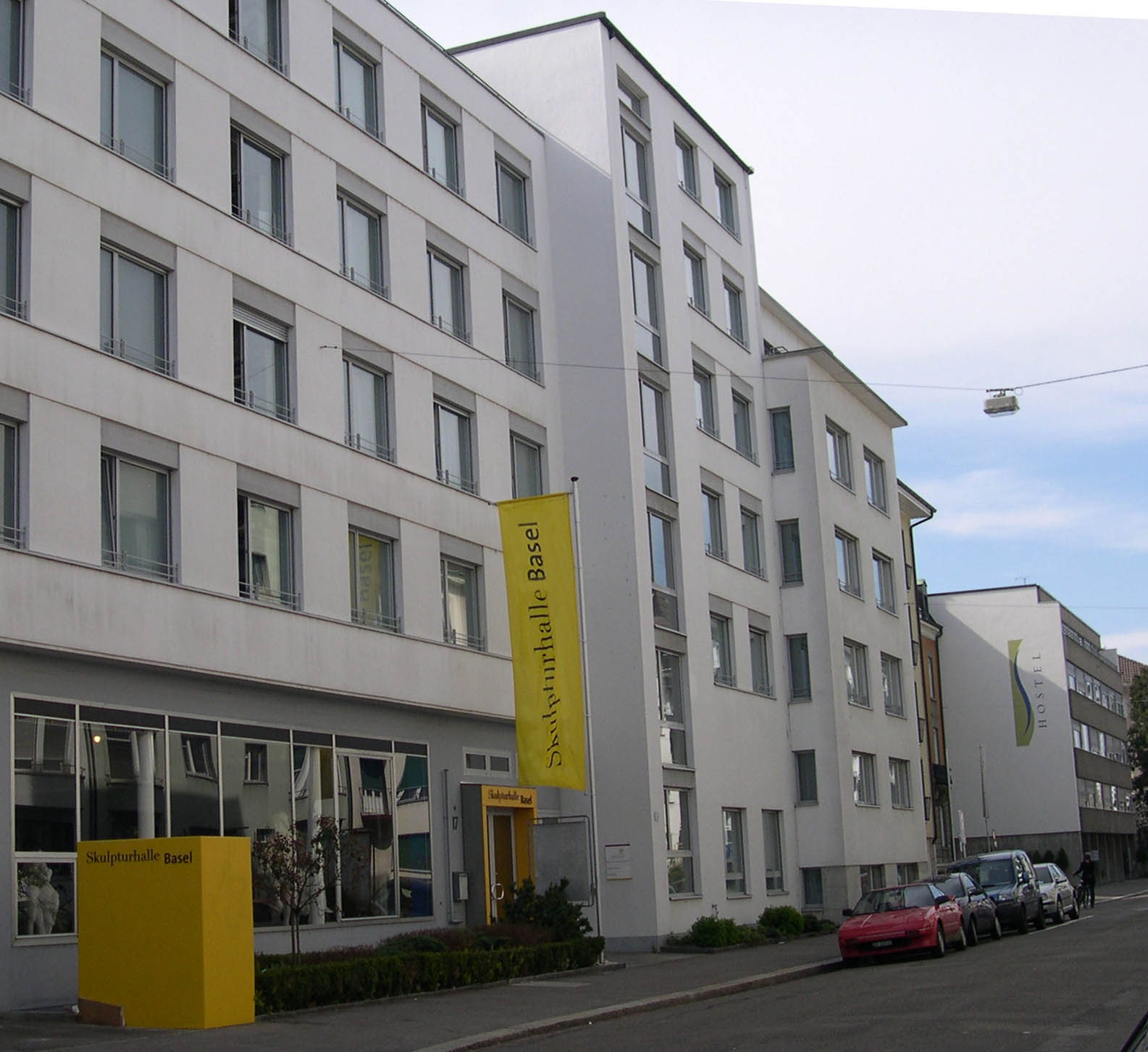
Skulpturhalle, Eingang

Die Skulpturhalle Basel ist ein Museum für Abgüsse antiker Plastiken und Skulpturen in Basel. Mit rund 2000 Abgüssen ist ihre Sammlung nicht nur die grösste der Schweiz, sondern weltweit eine der bedeutendsten. In den letzten 25 Jahren hat sich der Bestand an Abgüssen verdreifacht. Die Verwaltung der Sammlung ist seit 1961 dem Antikenmuseum Basel unterstellt.
Die um 1830 begonnene Sammlung befand sich von 1849 an im damals neueröffneten Museum an der Augustinergasse (heute Standort des Naturhistorischen Museums und des Museums der Kulturen). 1887 zog sie in die Basler Kunsthalle um, wo eigens für sie ein Flügelbau als „Skulpturenhalle“ errichtet worden war. 1927 magazinierte man die Abgüsse wegen der temporären Unterbringung der staatlichen Bildersammlung in der Kunsthalle und daraus folgender Platznot. 1940 fand die Abguss-Sammlung provisorisch Platz in einer leerstehenden Fabrik, nachdem ein Neubauprojekt vier Jahre zuvor in einer Volksabstimmung gescheitert war; der Neubau wurde erst 1963 realisiert.
Die Abgüsse ermöglichen es, über verschiedene Museen verstreut Werkteile wieder zusammenzuführen und so integrale Rekonstruktionen antiker Bildwerke herzustellen. Weltweit einmalig ist das „Parthenonprojekt“, bei dem alle erhaltenen Reste der Bauplastik des Athener Parthenontempels in Abgüssen zusammengetragen und so ausgestellt worden sind, dass der ursprüngliche Zusammenhang erkennbar wird. Eine Reihe von Architekturmodellen im Massstab 1:20 ergänzt die Ausstellung.
Leiter der Skulpturhalle war von 1993 bis 2013 Tomas Lochman. Unter Lochmans Leitung realisierte die Skulpturhalle Basel auch zahlreiche Sonderausstellungen, so etwa 2004/05 über den spätklassizistischen Bildhauer Ferdinand Schlöth, von dem danach eine Reihe von Werken als Dauerleihgaben in die Sammlung der Skulpturhalle aufgenommen wurden.